# Jody Lukoki
Jody Lukoki est un footballeur néerlandais d'origine congolaise, né le 15 novembre 1992 à Kindu et mort le 9 mai 2022 aux Pays-Bas. Il évolue au poste d'ailier droit au FC Twente.

## Biographie

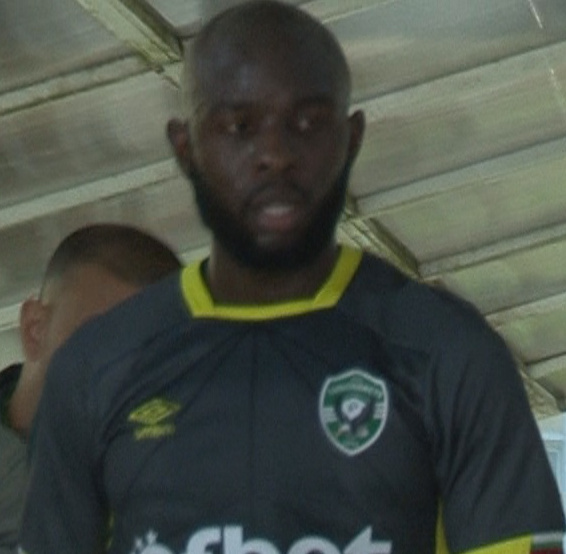
Lukoki sous le maillot du PFC Ludogorets Razgrad

Jody Lukoki est né au Zaïre mais immigre aux Pays-Bas avec ses parents et son frère Madjer Lukoki à cause de la guerre, alors qu'il est encore un bébé.
À dix ans, il a commencé à jouer au football au club local du VVA/Spartaan (en).

### Ajax
Ancien joueur de VVA/Spartan et Young Boys, il rejoint l'Ajax.
Il fait ses débuts avec l'équipe première le 19 janvier 2011, lors de la victoire 2-0 contre le rival Feyenoord en remplaçant Lorenzo Ebecilio à la 80e minute. Il fait sa deuxième apparition le 20 mars 2011, lors de la défaite 3-2 contre l'ADO La Haye.
Il marque son premier but lors de la saison 2011-2012 contre le Roda JC en début de saison.

### SC Cambuur
Le 2 août 2013, il est prêté au SC Cambuur par l'Ajax.
Le 4 août 2013, il fait ses débuts avec le SC Cambuur en remplaçant Oliver Feldballe à la 46e minute (0-0). Il marque son premier but avec le SC Cambuur le 20 septembre 2013 contre le SC Heerenveen lors d'une défaite 2-1.

### PEC Zwolle
Le 7 août 2014, il est transféré au PEC Zwolle pour trois saisons, le montant du transfert est évalué à 1,5 million d'euros.
Le 21 août 2014, Lukoki marque son premier but dans une compétition internationale, lors du match de barrage de la Ligue Europa contre le Sparta Prague à la 77e minute, score final 1-1.

### Ludogorets Razgrad
Le 1er avril 2020, il résilie son contrat le liant au Ludogorets Razgrad après avoir manqué de trouver un nouvel accord avec le club.
À l'été 2020, il s'engage avec le Yeni Malatyaspor.

### Carrière internationale
Lukoki a représenté les Pays-Bas aux différents niveaux avec les équipes des jeunes. Il a obtenu la 3e place en 2012 au Tournoi de Toulon.
Le 28 mars 2015, il fait ses débuts avec l'équipe de République démocratique du Congo contre l'Irak.

## Palmarès
- Ajax Amsterdam
  - Champion des Pays-Bas des moins de 19 ans en 2011
  - Champion des Pays-Bas en 2011, 2012 et 2013

- PFK Ludogorets Razgrad
  - Champion de Bulgarie en 2016, 2017, 2018 et 2019
  - Finaliste de la Coupe de Bulgarie en 2017
  - Vainqueur de la Supercoupe de Bulgarie en 2018 et 2019

## Statistiques
| Saison    | Club           | Pays       | Championnat        | Coupes nationales | Coupes d'Europe      | Pays-Bas |
| --------- | -------------- | ---------- | ------------------ | ----------------- | -------------------- | -------- |
| 2010-2011 | Ajax Amsterdam | Eredivisie | 2 matchs           | -                 | -                    | -        |
| 2011-2012 | Ajax Amsterdam | Eredivisie | 6 matchs / 2 buts  | 2 matchs          | 2 + 1 matchs (C1+C3) | -        |
| 2012-2013 | Ajax Amsterdam | Eredivisie | 16 matchs / 3 buts | 4 matchs          | 2 matchs (C1)        | -        |
| 2013-2014 | SC Cambuur     | Eredivisie | -                  | -                 | -                    | -        |

Dernière mise à jour le 9 juin 2013